# 효성여자고등학교
효성여자고등학교(曉星女子高等學校)는 대한민국 대구광역시 달서구 월성동에 있는 사립 고등학교이다.

## 학교 연혁
- 1951년 8월 31일 : 중등학교 학제 변경에 따른 6년제 효성여자중학교 개편 인가(문보 제502호)
- 1951년 9월 27일 : 신입생 입학
- 1953년 3월 18일 : 제1회 졸업식, 졸업생 59명과 위탁졸업생 46명
- 1958년 11월 19일 : 남산동(당시 대명동) 2188번지 신축교사 준공 축복 미사 및 이전
- 1959년 7월 10일 : 위치 및 학칙 변경 인가(문보 제 2147호), 인가사항 학칙 제3조 본교는 경상북도 대구시 대명동 2188번지에 설치함
- 1990년 2월 28일 : 달서구 월성동 247번지 신축교사로 이전
- 1995년 3월 1일 : 설립자 학교법인 선목학원으로 변경
- 1999년 5월 11일 : 학생식당 준공
- 2002년 5월 1일 : 신관 준공
- 2012년 10월 29일 : 기숙사 및 급식소 준공
- 2021년 3월 1일 : 제18대 김명희 교장 취임
- 2022년 1월 7일 : 제70회 졸업식(267명, 졸업생 누계 30,742명)
- 2022년 3월 1일 : 2022학년도 입학식(193명)

## 학교 위치
- 1958년 11월 19일 ~ 1959년 7월 9일 : 중구 남산로4길 91 (남산동 / 現 보성송림맨션)
- 1959년 7월 10일 ~ 1990년 2월 28일 : 중구 남산로6길 47 (남산동 / 現 대구가톨릭사회복지회)
- 1990년 3월 1일 ~ (현재) : 달서구 월곡로94길 48 (월성동)

## 참고 자료
- 효성여자고등학교 - 한국교육학술정보원 학교알리미